# 江西長江化工
江西長江化工有限責任公司，中國兵器裝備集團旗下公司，是在1958年成立，前身為江西長江化工廠，1962年建成投產，簡稱江西長江化工，也是国内最早研制、生产非金属复合材料防弹头盔系列。總經理為熊志杰。至於總部為江西省九江市。
其主要業務主要从事研制和生产各类非金属防弹头盔、消防头盔等安全防护系列产品、7628电子级无碱玻璃布、挠性覆铜板系列产品和军品。

## 外部連結
- 江西長江化工有限責任公司 （页面存档备份，存于）